# М'яговиця
М'яговиця — потік в Україні у Самбірському районі Львівської області. Лівий доплив річки Топільниці (басейн Дністра).

## Опис
Довжина потоку 3 км, найкоротша відстань між витоком і гирлом — 2,64  км, коефіцієнт звивистості річки — 1,14 . Формується декількома безіменними струмками.

## Розташування
Бере початок на східних схилах гори Вершки (693,1 м) у мішаному лісі. Тече переважно на північний схід і на північно-західній околиці села Топільниця впадає у річку Топільницю, праву притоку річки Дністра.

## Цікаві факти
- Від гирла потоку на північно-західній стороні на відстані приблизно 1 км пролягає автошлях Н13[4] (автомобільний шлях національного значення на території України, Львів — Самбір — Ужгород. Проходить територією Львівської та Закарпатської областей.).